# Театральное искусство в Киеве
История театрального искусства в Киеве.
Первые проявления элементов театрального искусства в Киеве принято относить к эпохе Киевской Руси, такими проявлениями называют выступления скоморохов. В средние века элементы театра присутствовали в народных обрядовых играх, церковных «действах» — мистериях, проводимых во время религиозных праздников.

## XVII—XVIII века
Первые сведения о театральных выступлениях в современном понимании относятся к второй трети XVII — началу XVIII в., когда главным учебным заведением города был Киевский коллегиум, с 1701 года получивший статус академии. Здесь имелся школьный театр, выступавший в здании коллегиума/академии, а в летнее время на открытых площадках. Одно из наиболее ранних упоминаний о школьном театре Киевского коллегиума содержится в письме архиепископа Лазаря Барановича Мелетию Дзику от 1676 года. В этом письме Лазарь вспоминает о собственном актёрском участии в представлениях (будучи студентом, очевидно, в 1630-е годы), вместе с ним в постановке трагедии участвовал Феодосий Сафонович. По свидетельству митрополита Евгения Болховитинова, летние выступления часто проходили на склонах горы Щекавицы, близ урочища реки Глубочицы. Школьные драмы писались преподавателями поэтики и риторики, существовала традиция ежегодно писать новые тексты, поэтому со временем появилось множество вариантов этих пьес. Они создавались в форме моралите, мираклей, диалогов, рождественских и пасхальных циклов. Одним из наиболее популярных было произведение, написанное неизвестным автором в 1673 году и впервые поставленное в 1674 — «Алексей, человек божий». Это была драма с агиографическим сюжетом, включавшая образы античной мифологии. В дополнение к «профессорским» пьесам, студенты писали небольшие комические интермедии на народные темы, которые играли между актами больших драм, иногда они были сюжетно связаны с основной драмой и дополняли её (интермедия «Играние свадьбы» к пьесе «Алексей, человек божий»). С 1650-х годов распространился жанр вертепной драмы, создаваемый также студентами Киевского коллегиума.
До второй половины XVIII века театральная жизнь города оставалась почти исключительно связанной с Киевской академией. В репертуар школьного театра входили такие произведения, как трагикомедии Феофана Прокоповича «Владимир» (она считалась образцом школьной драмы на исторические сюжеты), «Милость божия» неизвестного автора по сюжетам исторических песен и фольклора, «Трагикомедия» Сильвестра Ляскоронского, рождественское «Комическое действие» Митрофана Довгалевского, «Воскресение мёртвых» Григория Конисского. В XVIII веке в распоряжении театра Киевской академии имелись сложные декорации, использовались специальные зрительные, световые и звуковые эффекты.
Наряду со школьным театром, в XVIII веке популярными в Киеве начали становиться выступления народных балаганных артистов (лицедеев) и крепостных театров. Представления последних проходили в частных домах, в которых под «театр» выделяли большую комнату. С 1789 года для проведения театральных спектаклей был отведён флигель Мариинского дворца, также в конце века представления проходили в одном из домов на Печерске, называемом «Редутой».

## XIX век

### Первый и второй Городские театры

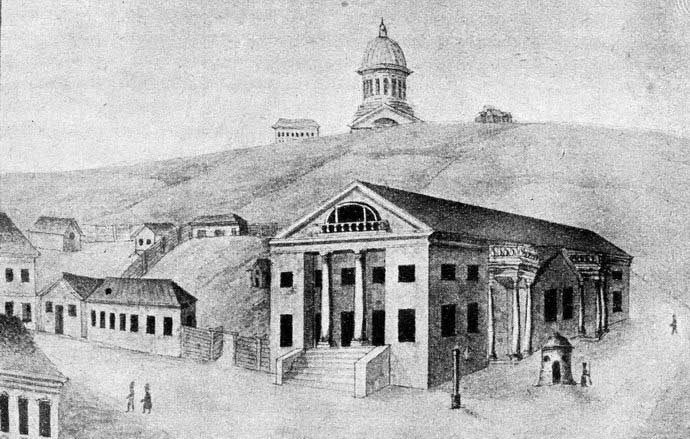
Первый Городской театр (1806—1851). Рисунок Н. В. Закревского

Особое значение для истории театра в Киеве имеет перевод в город дубненских контра́ктовых ярмарок в 1797 году. На киевские контрактовые ярмарки кроме купцов и деловых людей съезжались артисты. Здесь выступали польские, русские и украинские труппы, балет из Испании, итальянская опера. Тогда появилась необходимость в постройке постоянного театрального помещения. Первый киевский Городской театр был построен А. И. Меленским в 1804—1806 годах на площади, называвшейся в то время Конной. (После постройки театра она стала Театральная, современное название — Европейская). В 1834 году был построен первый в Киеве летний театр в Дворцовом парке. Позже летние театры открылись в парке Шато-де-Флёр (в 1864 году), в парке «Эрмитаж» на Трухановом острове (в 1890-х годах) и в Купеческом саду (Летний театр Купеческого собрания, 1901 год). Концертно-театральный зал имелся также в Контра́ктовом доме на Подоле, построенном В. Гесте и А. И. Меленским в 1815—1817 годах. В 1850 году утверждён проект постройки нового городского театра на углу улиц Владимирской и Кадетской. К тому времени деревянное здание первого театра обветшало и в 1851 году было снесено.

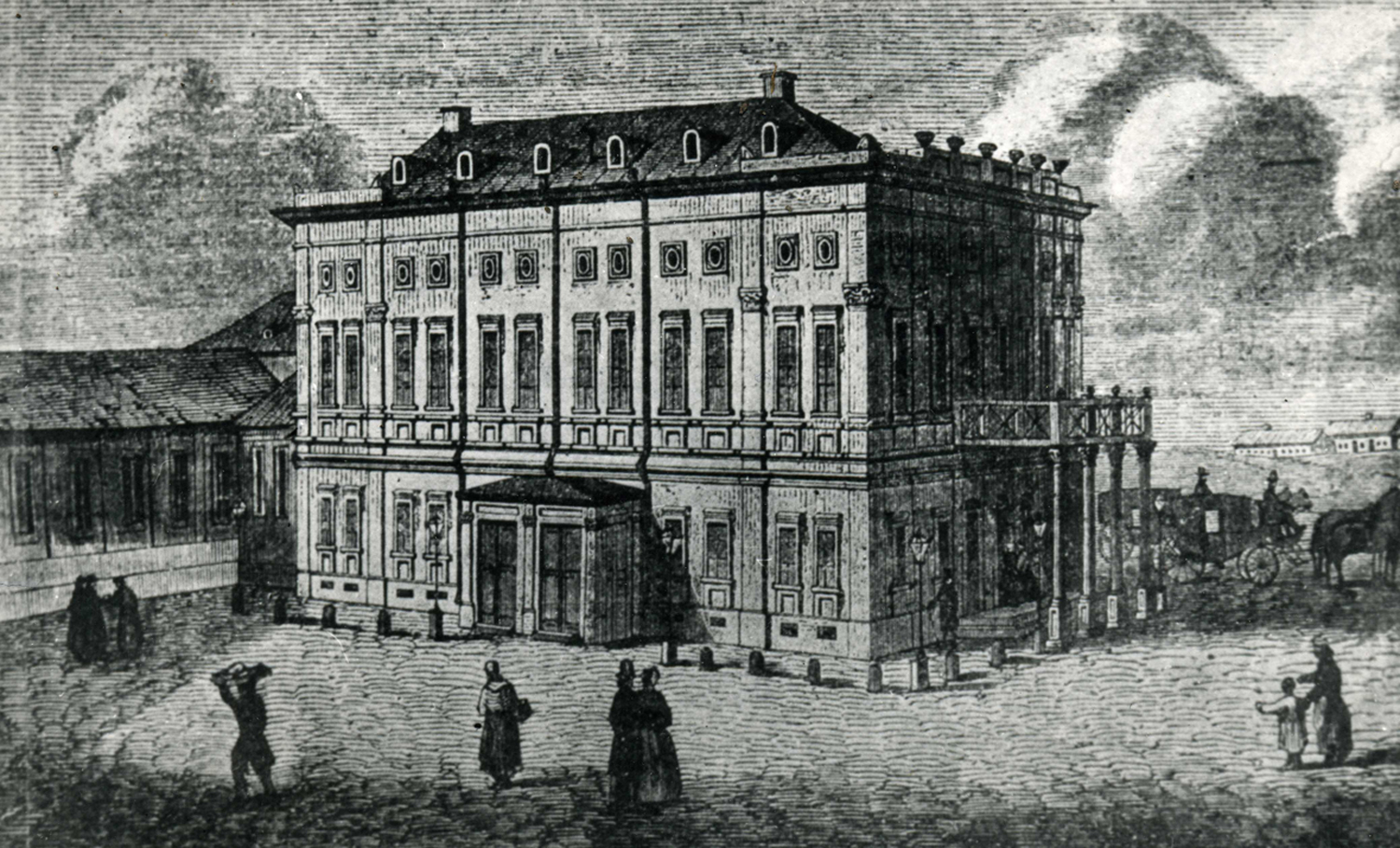
Второй Городской театр (1856—1896). Рисунок 1856 года

Каменный второй Городской театр (архитектор И. В. Штром) открылся только в 1856 году, и пять лет Киев оставался без постоянного театрального здания. На этот период киевские артисты учредили небольшое театральное общество, арендовавшее частные помещения — в усадьбе генеральши Бринкен на Крещатике, в доме наследников генерала Белогородского на Липках; также под временный театр было оборудовано здание бывшей этапной тюрьмы на Подоле.
До последней четверти XIX века киевский театр не имел собственной постоянной труппы и был универсальным — в его репертуаре были как пьесы драматического и комедийного жанра, так и опера, балет, оперетта. Да и труппы того времени зачастую не имели чёткой специализации по видам сценического искусства, даже одни и те же артисты могли выступать в качестве певцов или драматических актёров. Считается, что сезон 1806 года в первом Городском театре открыла крепостная труппа отставного полковника Дмитрия Ивановича Ширая, владельца имения Спиридонова Буда в Черниговской губернии. В 1805 году Д. И. Ширай приобрёл участок на склоне горы напротив театра, обустроил здесь усадьбу, в главном корпусе которой также работал театр. В труппе Д. Ширая участвовали около 200 артистов и музыкантов, среди которых были как крепостные, так и вольноотпущенные.
В Городских театрах выступали польские, польско-украинские и русско-украинские труппы — А. Ленкавского, Лотоцкого, Жолкевского, П. Рекановского, И. Ф. Штейна, Л. Ю. Млотковского. Они давали спектакли обычно на польском языке, реже на русском и украинском. Спектакли ставились по классическим произведениям Шекспира, Шиллера, Мольера, Вольтера, играли оперы Россини, Керубини. Но часто давались постановки далеко не лучших произведений, зрителя пытались привлечь «ужасными» названиями этих низкопробных пьес, такими, как «Ужасная тень Ринальдо, или Фантом», «Аббелино, или Ужасный бандит венецианский». 2 марта 1823 года труппой Ленкавского впервые была поставлена украинская опера «Украинка, или Волшебный замок», в том же году шла драма на украинском языке "Елена, или Разбойники на Украине.
Часто проходили гастроли, на которых выступали выдающиеся актёры — М. С. Щепкин (1820-е и 1840-е), П. С. Мочалов (1837—1838), Л. И. Млотковская, А. Е. Мартынов, К. Т. Соленик (1845), Н. Х. Рыбаков. Отзыв об актёрском мастерстве Щепкина оставил Т. Г. Шевченко, а позже посвятил ему стихотворение «Заворожи мне, волхве» и поэму «Неофиты». Крупные театральные сезоны в Киеве прошли в 1821, 1829—1830, 1837—1838, 1840, 1843 годах. В 1823 году в Киеве гастролировали оперные певцы львовского театра, а в 1835 — парижская драматическая труппа с известным австрийским актёром Иосифом Скала. С 1840-х годов Киев начинает славиться как театральный город. В 1841—1842 годах здесь снова гастролирует драматический театр из Франции — во главе с м. Жорж, в Контра́ктовом доме выступали балет из Испании, оперные труппы из Италии и Польши.
Во второй половине XIX века театр занимает важное место не только в культурной, но и в общественно-политической жизни города. В 1860-х годах в Киеве работала постоянная русская драматическая труппа Н. К. Милославского. Она ставила пьесы русских классиков — Н. В. Гоголя, А. Н. Островского, М. Е. Салтыкова-Щедрина; произведения низкопробного содержания вытеснялись из репертуара. С конца 1860-х годов составлением высокохудожественного репертуара занимался специально созданный общественный комитет. Гастроли лучших русских актёров, знаменитых зарубежных театров стали регулярными. В 1860-е — 1890-е годы в Киев приезжали звёзды Москвы и Петербурга — И. Ф. Горбунов, В. В. Самойлов, В. В. Чарский, Ф. П. Горев, М. Г. Савина, П. А. Стрепетова, Г. Н. Федотова, М. Н. Ермолова, киевляне увидели игру европейских и американских мастеров — Э. Росси, С. Бернар, Б. Коклена, Э. Дузе, А. Олдриджа. В 1863—1865 годах в Киеве выступала итальянская опера, артисты которой стали хорошо известны в России — Т. Де Джули Борси, А. д’Альберти, А. Рене, хормейстер С. Сабателли. Антрепренёр этой труппы Ф. Бергер в 1867 году основал первую на Украине Русскую оперу. Датой рождения киевского оперного театра считается 27 октября 1867 года, когда на официальном открытии Русской оперы была поставлена «Аскольдова могила» А. Н. Верстовского. С 1870-х годов в Киеве жил и работал композитор Н. В. Лысенко, создатель украинской оперной классики. Его первые оперы «Черноморцы» и «Рождественская ночь» в 1872—1873 годах ставились любительскими коллективами и имели большой успех, а с 1874 года оперы Лысенко шли в Городском театре. Киевскую оперу неоднократно посещал П. И. Чайковский и оставил положительные отзывы как о мастерстве актёров и музыкантов, так и о художественном оформлении спектаклей. В 1890 году композитор сам руководил постановкой в Киеве своей оперы «Пиковая дама». В 1890-е годы была осуществлена постановка «Снегурочки» Н. А. Римского-Корсакова, на которой присутствовал автор, а С. В. Рахманинов выступал в качестве дирижёра на постановке оперы «Алеко».

### Театры Бергонье и Соловцова

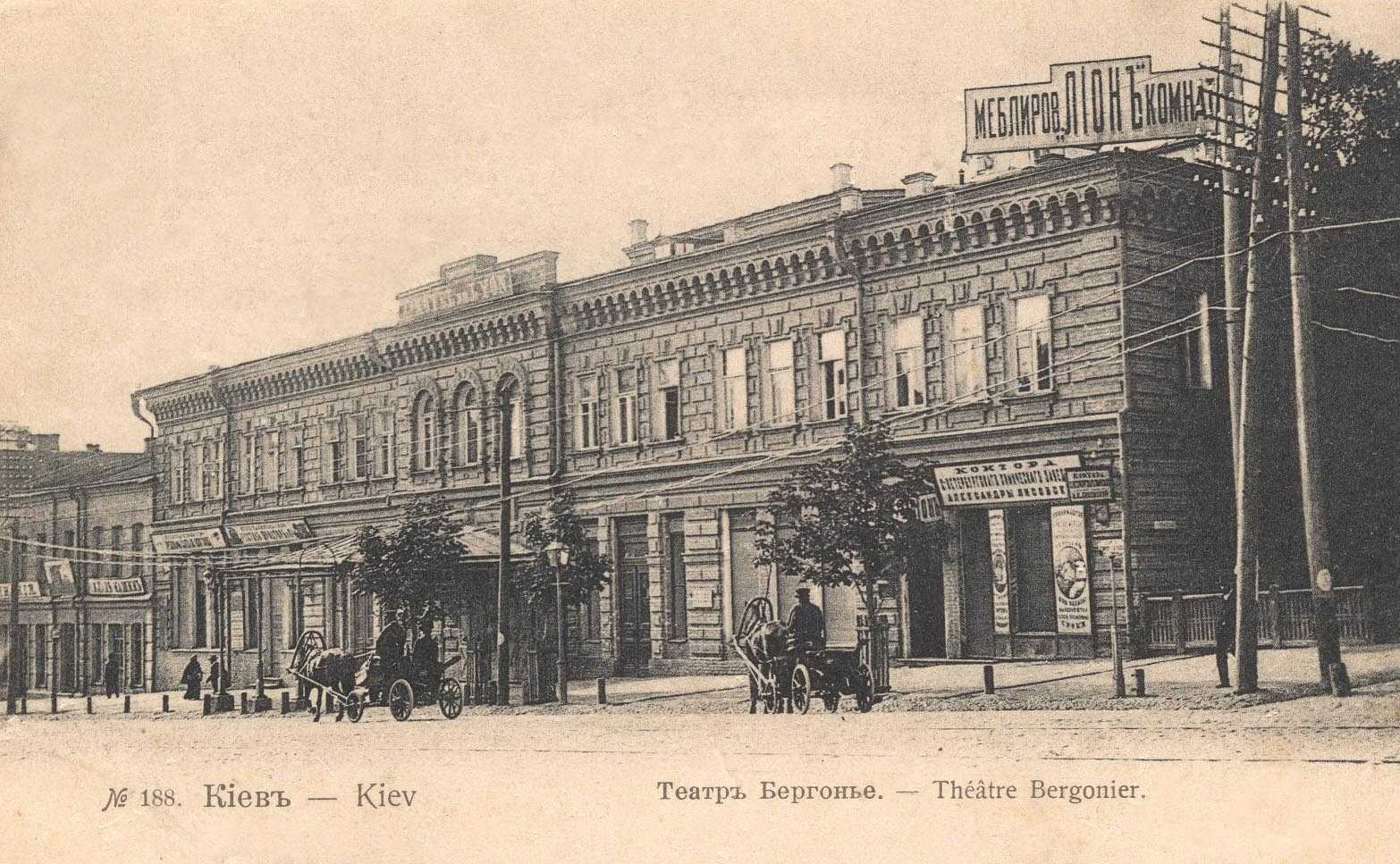
Театр Бергонье, фото 1910-х годов. Ныне Театр русской драмы имени Леси Украинки

В 1878 году в Киеве появился второй постоянный театр. Предприниматель Огюст Бергонье преобразовал в театральное помещение принадлежавший ему же стационарный «Цирк-театр „Альказар“», построенный в 1875-м по проекту В. Н. Николаева на углу улиц Фундуклеевской и Ново-Елизаветинской. После этой реконструкции здание было известно как театр Бергонье.
Украинская театральная культура с середины XIX века подвергалась жёстким цензурным ограничениям со стороны царских властей (см. Валуевский циркуляр, Эмсский указ). Против такой дискриминации выступали не только украинские, но и русские театральные деятели. Например, в 1877 году, через год после выхода Эмсского указа, в бенефис Г. Федотовой была поставлена драма Т. Шевченко «Назар Стодоля». Поступок актрисы имел большой общественно-политический резонанс. В 1882—1883 годах в театре Бергонье состоялись гастроли первых украинских профессиональных трупп — Г. А. Ашкаренко, М. Л. Кропивницкого, М. П. Старицкого. Спектакли Кропивницкого быстро приобрели популярность, особенно среди молодёжи, и это сильно встревожило власть. Вскоре киевские гастроли украинских театров приказом генерал-губернатора А. Р. Дрентельна были запрещены. После запрета только в 1893 году труппа Н. К. Садовского смогла появиться в Киеве, и с тех пор украинские театры выступали в городе ежегодно, но под ещё более усиленным контролем царской цензуры. В информационной записке, составленной ведущими деятелями украинской театральной культуры к Первому всероссийскому съезду сценических деятелей (1897 год) украинские пьесы тех лет названы названы «однообразными» и «совсем неинтересными для народа», что явилось следствием усиления цензуры. Лишь после революции 1905 года и выхода Манифеста 17 октября, предоставлявшего гражданские права и свободы, цензурное давление ослабло.

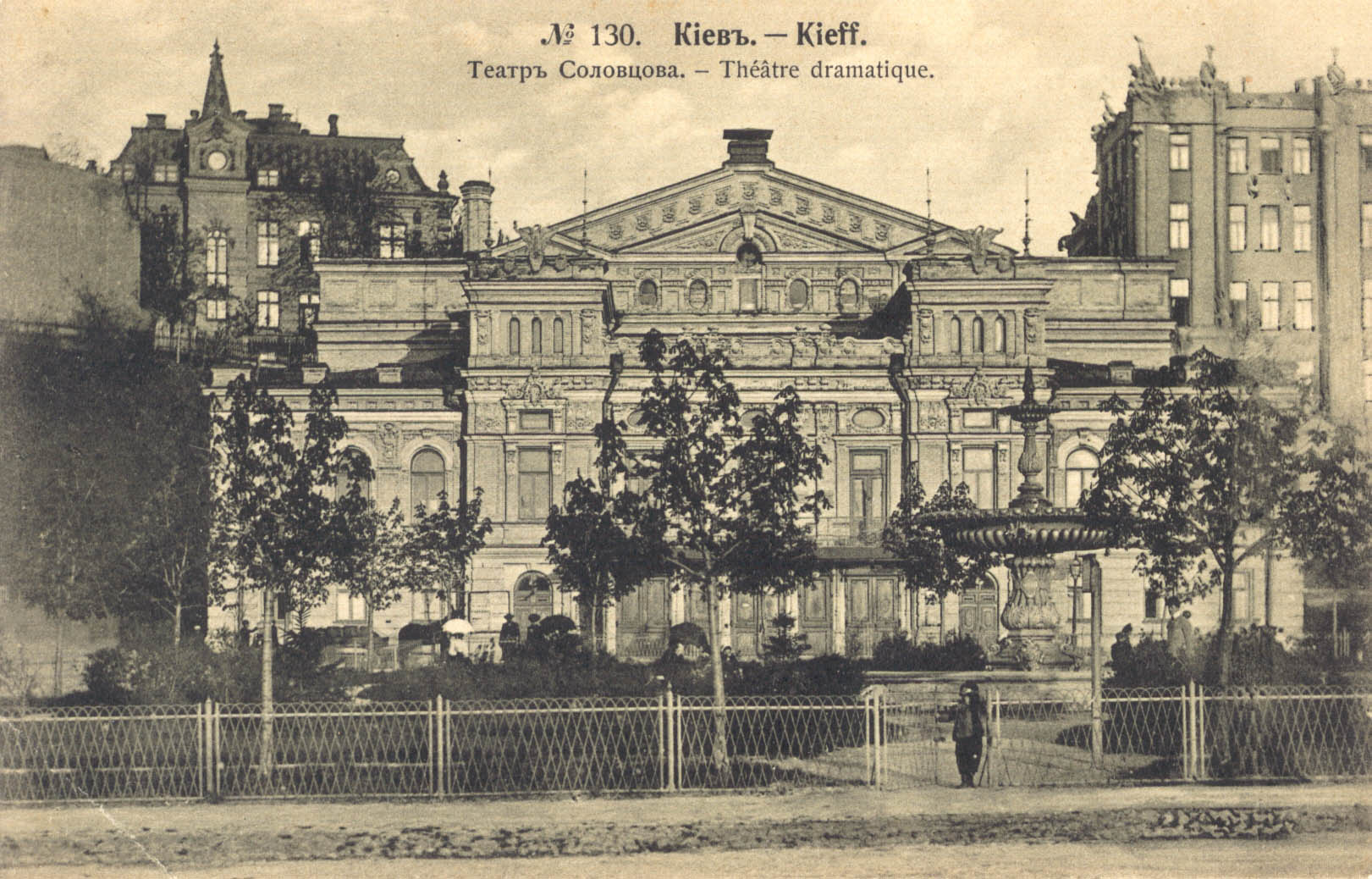
Театр Соловцова в 1910-е годы. Ныне Драматический театр им. И. Франко

С конца 1880-х годов в Городском театре и театре Бергонье регулярно происходили гастроли русских драматических коллективов. Руководителем одной из таких трупп Н. Н. Соловцовым (Фёдоровым) в 1891 году основано Киевское драматическое товарищество, в 1893 году получившее название «Драматический театр „Соловцов“». Это был первый киевский постоянный драматический коллектив. После пожара, уничтожившего в 1896 году Городской театр, Соловцов организовал постройку собственного театрального здания (по проекту Г. П. Шлейфера и Э. П. Брадтмана, 1898), на месте же сгоревшего Городского к 1901 году по проекту В. А. Шрётера был построен новый Оперный театр. Театр «Соловцов» работал до 1919 года, а затем был национализирован и преобразован во Второй театр Украинской советской республики им. В. И. Ленина, который существовал до 1924 года. Соловцов и последующие руководители театра (после смерти основателя в 1901 году) с большим вниманием относились к составу труппы и подбором репертуара, театр славился образцовой сценической культурой. В 1894—1905 годах сцена «Соловцова» ежегодно предоставлялась для выступлений украинских театров М. Л. Кропивницкого, Н. К. Садовского и П. К. Саксаганского, Д. А. Гайдамаки, А. Л. Суходольского, Е. П. Ратмировой.

### Появление театров оперетты
С сезона 1869—1870 годов в Киеве начали гастролировать театры оперетты. На разных сценах, в том числе летних театров, оперетту ставили труппы В. Д. Рокотова (1875), Н. Н. Савина (Славича) (1878—79, театр Бергонье), И. Я. Сетова (1886—89, театр Бергонье), Киселевича и Владыкина (1894), петербургская Русская опереточная труппа (1899). В 1890—1918 годах выступали зарубежные театры оперетты, первым из которых был театр мадам Ласаль из Франции. Киев посещали французские труппы А. Жюдик, де Монклера, Бокур и Шарле, Рене Дебре; австрийские — «Карл-театр» и «Иоганн Штраус-театр», труппы Г. Целлера, В. Н. Шульца, Ю. Штильмана, Л. Бендиндера. Чрезвычайно популярной в Киеве стала оперетта С. Джонса «Гейша», которая сразу после премьеры была напечатана издательством Идзиковских, мелодии из неё стали исполняться многими оркестрами, уличными артистами. В 1906 году «Гейша» была поставлена Д. А. Гайдамакой в вольном переводе на украинский язык.

## Начало XX века

### Оперетта на пике популярности
В 1901—1912 годах в Киеве ежегодно бывал петербургский театр С. Н. Новикова «Пассаж». С театром Новикова выступали звёзды того времени, приезд которых в Киев становился настоящей сенсацией — Н. И. Тамара (Митина-Буйницкая), А. Д. Вяльцева, Ю. С. Морфесси, А. Э. Блюменталь-Тамарин, В. В. Кавецкая. 
В 1909 году впервые Киев посетил антрепренёр М. П. Ливский (Ливенсон) со своей петербургской труппой. Он возглавлял несколько опереточных трупп в разных городах России. В 1910 году гастролировала его одесская труппа, а в 1912—1913 — «Русская оперетта». В 1912 году Ливский арендовал помещение на ул. Николаевской, где размещался «Скетинг-Ринг» — заведение для катания на роликовых коньках. Труппы Ливского первые начали исполнять в Киеве оперетты И. Кальмана — «Осенние манёвры» (1910, в гл. роли — В. И. Пионтковская) и «Маленький король» (1913, главный исполнитель — А. Н. Феона). В 1915 году Ливский снова появился в Киеве и переоборудовал «Скетинг-Ринг» в театр. Здесь работал, хотя и не долго — около полугода, первый в Киеве стационарный театр оперетты. Бывший «Скетинг-Ринг» впоследствии получил название театрального комплекса Ливского и Кручинина (здание не сохранилось). 
В 1915 году в гастролировал в полном составе петербургский «Палас-театр», артисты которого ранее уже посещали Киев. 
В ноябре 1911 года в здании на ул. Меринговской, 8 (здание не сохранилось, см. Театр Геймана) открылся так называемый «Новый театр» В. М. Дагмарова, сдававшийся в аренду разным коллективам. С открытия и до 1914 года здесь гастролировал московский театр Евелинова и Потопчиной, один из самых известных театров оперетты в России (см. Б. Е. Евелинов, Е. В. Потопчина). 
В феврале — апреле 1916 года в театре Ливского с большим успехом прошли гастроли театра «Фарс» — фарсовой группы Одесского русского театра. Ведущими актёрами «Фарса» были В. М. Вронский и его жена М. С. Стосина. Бенефисы Вронского и Стосиной настолько понравились зрителям, что были повторены. 
Ещё одни успешные гастроли прошли осенью 1916 года в театре Ливского — гастроли московского театра «Зон». Этот театр, принадлежавший предпринимателю И. С. Зону, имел сильный актёрский состав и качественный репертуар. «Зон» исполнял оперетты Ж. Оффенбаха, Ф. Легара, И. Кальмана, Р. Планкета, Л. Фалля, К. Целлера и других авторов; известные актёры, выступавшие в театре — С. Г. Лин, Т. А. Тамара-Грузинская, М. И. Днепров, М. Тумашев.

### Народные дома, театр Садовского, «Малый театр»

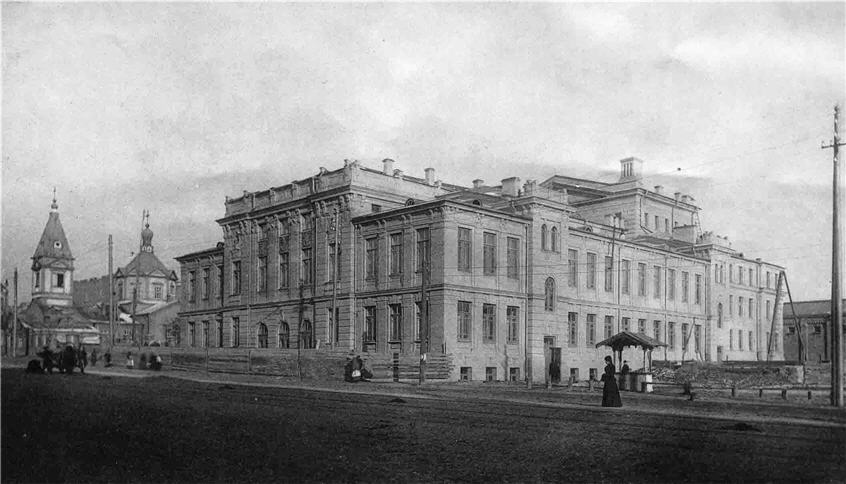
Троицкий народный дом, фото 1900-х годов. Ныне Театр оперетты

В 1902 году в Киеве открылись два народных дома — Лукьяновский и Троицкий, со зрительными залами на 550 и 1000 человек соответственно. Залы сдавались в аренду театральным антрепренёрам. В Троицком народном доме в 1902—1907 годах выступала оперная труппа М. М. Бородая, в 1905—1910 годах зал арендовала антреприза И. Э. Дуван-Торцова. С Троицким народным домом связан важный этап в развитии украинской театральной культуры — в 1907—1917 годах здесь работал первый украинский постоянный профессиональный театр Н. К. Садовского. Благодаря новаторству руководителя и умелому использованию преимуществ постоянной сцены и политической ситуации, этот театр смог воплотить в своей деятельности прогрессивные идеи сценического искусства.
По данным адресного справочника за 1907 год, в Киеве на тот момент существовало семь постоянных театральных сцен — театры Соловцова, Бергонье, оперный, два народных дома, театр в Контра́ктовом доме и «Малый театр» А. М. Крамского. В 1906 году Крамской, считавшийся одним из лучших театральных администраторов России, организовал свой театр в арендованном помещении на Крещатике, в здании, построенном в 1877 году В. И. Сычуговым и А. Я. Шиле (не сохранилось). «Малый театр» не имел собственной труппы, его сцена предоставлялась различным коллективам и сольным исполнителям. Здесь выступали украинские коллективы — Д. А. Гайдамаки (1906—1907), еврейские — М. Л. Генфера (1907, 1908), польские — В. Яршевской, варшавский театр «Новости» («Nowości»), Малый театр М. Гавалевича, оперетты Ю. Мышковского и С. Богуцкого и другие. Ставились спектакли разных жанров — драматические, опера, оперетта, а также проходили цирковые выступления, чемпионаты борцов, лекции, благотворительные мероприятия. В 1910 году театр Крамского преобразован в кабаре «Сатирикон».

### А. Н. Кручинин и театры малых форм
В 1909 году при содействии А. М. Крамского в помещении Бергонье открылся «Драматический театр А. Кручинина». Это был второй после «Соловцова» русский драматический театр, но существовал он недолго, в 1912 году его руководитель А. Н. Кручинин преобразовал его в «Художественный театр миниатюр». В 1915 году, уже после смерти основателя (1914), театр снова был реорганизован и получил название «Художественный театр Кручинина». С 1917 года он занял помещение театра Ливского, и с тех пор бывший «Скетинг-Ринг» стали называть «театром Ливского и Кручинина».
В 1911 году в Киеве начали открываться театры малых форм — кабаре, театры миниатюр, мюзик-холлы (варьете). По свидетельству журнала «Киевская рампа» за октябрь 1912 года, интерес публики к этим заведениям поначалу быстро угас и их осталось всего два — «Первый театр миниатюр» Д. Г. Гутмана и «Художественный театр миниатюр», но вскоре мода на них вернулась и в 1912 году произошёл настоящий бум театров миниатюр. В этот год появились театры «Фиглики» (Крещатик, 7), «Палас» П. Л. Скуратова (в «Скетинг-Ринге»), «Малый театр миниатюр» (Крещатик, 36), «Одеон» (Б. Васильковская, 14), Детский театр миниатюр Е. Л. Зорина, выступали передвижной театр «Микст» А. Е. Нехлюдова (в Коммерческом собрании, Крещатик, 1, здание не сохранилось), петербургский театр-кабаре «Би-Ба-Бо» (в «Гранд-Отеле» на Крещатике). В декабре 1914 года по адресу Крещатик, 43 (здание не сохранилось) открылся «Интимный театр», созданный А. И. Дейчем и Н. М. Фореггером, тогда ещё студентами Киевского университета. «Интимный театр» просуществовал более 5 лет — до июня 1920 года (с перерывами), это был рекордный срок для дореволюционных театров малых форм. В начале, как и «Малый театр» Крамского, «Интимный» был только помещением, которое предоставлялось приглашённым артистам, а позже у него появился и собственный коллектив. Здесь выступали Н. И. Тамара, В. В. Кавецкая, М. Ленская (1915), И. Я. Кремер, Ю. С. Морфесси, И. Д. Юрьева (1917), Виктор Хенкин (1917), первая женщина-конферансье М. С. Марадудина, А. Н. Вертинский (1918), Л. И. Утёсов (1918), Н. В. Плевицкая (1918—1919). Ещё один театр малых форм — «Пэлл-Мэлл», с 1917 года «Театр лёгкой комедии и оперетты» — работал в 1916—1920 годах на углу Крещатика и Лютеранской улицы в летнем помещении Дворянского клуба (здание не сохранилось), где имелся зрительный зал на 400 мест. В репертуаре его были преимущественно одноактные комедии, фарсы, скетчи, сольные выступления. Среди выступавших здесь артистов — пародистка М. И. Ртищева, балерина А. С. Легат, режиссёр и актёр А. Ф. Лундин, будущая народная артистка РСФСР Е. М. Грановская, В. М. Вронский (1918), А. Т. Аверченко (1918), прима венской оперетты К. Милович (1918).

### Учебные заведения
В 1904 году Н. В. Лысенко открыл Музыкально-драматическую школу. Театральные предметы в ней вели М. М. Старицкая, Г. Гаевский (сценическое искусство), В. Н. Перетц (история драмы). В 1913 году школе присвоено имя Н. В. Лысенко, а в 1918 её преобразовали в Музыкально-драматический институт (ныне Университет театра, кино и телевидения им. И. К. Карпенко-Карого). В 1918 году Г. К. Крижицким и Е. П. Деревянко-Просветовым основана Драматическая консерватория, но вскоре она была закрыта.

## В годы Гражданской войны
В 1917—1920 годах политическая ситуация в Киеве отличалась особенной нестабильностью, власть в городе за этот период менялась не менее 10 раз. В 1918 году Киев стал убежищем для большого числа беженцев из советской России. По данным газеты «Столичный голос» от 25 (12) января 1919 года, население города в течение 1918 года увеличилось с 467 703 человек до приблизительно 600 тысяч. Значительную часть беженцев составляли представители творческой интеллигенции, в частности, деятели театра. В городе сконцентрировались режиссёры, руководители, артисты и целые театральные коллективы, больше всего их приезжало из Москвы и Петрограда, Киев 1918 года даже получил шуточные прозвища «Москвокиев» и «Петромоскв». Продолжали работать Оперный и «Соловцов», в бывшем помещении Ливского и Кручинина открылся «Немецкий театр», дававший спектакли на немецком языке. В театре Бергонье, «окраинных» театрах (таких, как Лукьяновский народный дом) выступали многочисленные театры миниатюр, оперетты, под театры приспосабливались помещения в кафе, гостиницах. Театр Садовского весной 1917 года дал последний спектакль в Троицком народном доме, а затем выступал в парке Шато-де-Флёр. В январе 1919 года, опасаясь закрытия большевиками, этот театр выехал в Каменец-Подольский, затем в Винницу, а через год распался, поскольку большинство актёров вернулось в Киев. В Троицком народном доме 24 апреля 1917 года основан комитет Украинского национального театра, а осенью начал работать созданный им «Национальный образцовый театр», с августа 1918 года работавший под управлением П. К. Саксаганского как «Государственный народный театр», а с января 1923 — как театр им. М. Заньковецкой (в феврале 1923 года он выехал из Киева, ныне находится во Львове).
Размещением и трудоустройством прибывающих артистов занимались правление Киевского литературно-артистического клуба (КЛАК), Союз сценических деятелей и Союз киевских антрепренёров. КЛАК организовывал бесплатные обеды для безработных актёров, денежные средства на которые предоставляли многие антрепренёры. В Киев приехали петроградский театр «Би-Ба-Бо» под руководством Н. Я. Агнивцева, московский «Летучая мышь» Н. Ф. Балиева, основатели театра «Кривое зеркало» А. Р. Кугель и З. В. Холмская, братья Зон разместили на Крещатике кабаре «Уголок Москвы», позже оно сменило название на «Подвал москвичей». Группа артистов «Би-Ба-Бо» во главе с Агнивцевым в декабре 1918 года основали театр эстрады и миниатюр «Подвал кривого Джимми», он открылся в кафе «Франсуа» на углу Фундуклеевской и Владимирской. Это был один из очень немногих театров миниатюр, получивших в 1919 году положительные отзывы в большевистской прессе. В Киеве он находился до сентября 1919 года. В январе 1919 года в связи с наступлением войск Н. А. Щорса начался массовый отъезд русских беженцев. 15 марта 1919 года большевистская власть издала декрет «О национализации театров». На основе уже существующих коллективов были созданы первые советские театры, «Соловцов» стал Вторым театром Украинской советской республики им. В. И. Ленина, Государственный драматический театр, основанный в 1918 году — Первым театром УСР им. Т. Г. Шевченко. Работали театры Красной армии (в театре Бергонье) и Первого коммунистического полка (в театре Геймана). После захвата Киева деникинцами, с сентября 1919 года, советские театры снова стали частными и продолжали работать. С весны и до конца 1919 года (при власти большевиков, а затем деникинцев) действовало кооперативное «Общество соборного творчества „Взыскующие града“», занимавшееся развитием театра, кино, литературы и журналистики. Общество создало Театральную академию (основатели — Г. К. Крыжицкий, В. В. Сладкопевцев), в которой преподавали известные деятели культуры — А. И. Дейч, А. С. Вознесенский-Бродский, С. С. Мокульский.

## Советский период

### 1919 год
В Киеве советская власть впервые была установлена 8 февраля 1918 года, но продержалась не более трёх недель (см. Украинская Советская Республика). Второй раз Киев перешёл к большевикам 6 февраля 1919 года, а 10 марта образована Украинская Социалистическая Советская Республика. Пятнадцатого марта вышло постановление Всеукраинского совета искусств «О национализации киевских театров», комиссаром театров был назначен К. А. Марджанов. При советской власти закрылись многие театры малых форм («кафе-шантанного типа»), другие были реорганизованы и переименованы. Для контроля за тематикой постановок была создана городская репертуарная комиссия. Появились первые армейские театры, билеты в которые часто распространялись среди рабочих и солдат Красной армии бесплатно. Основой советского репертуара стали остросоциальные классические и новые произведения, отражавшие борьбу народа против тирании. Из постановок 1919 года отмечают спектакль «Царь-Голод» Л. Н. Андреева, показанный 6 апреля на открытии театра Красной Армии и поставленный к 1 мая К. Марджановым во Втором театре УССР «Овечий источник» Лопе де Веги в оригинальной трактовке.

### Период НЭПа
Приняли:
1. Поскольку репертуар театров миниатюр в идейно-художественном отношении снижается, просить Губисполком принять меры административного характера с помощью своего административно-карательного аппарата, вплоть до закрытия театров.
2. Из-за отсутствия средств театры сданы, но в условиях предусмотрено сохранение идейного руководства за Губполитпросветом. Строгий художественный вкус сохранить невозможно, поскольку некоторые театры не находились в ведании Губполитпросвета.
Приняли: Оперетту как форму сценического искусства считать вредной и недопустимой.
В конце августа 1919 года Киев был взят войсками ВСЮР, советскую власть вновь восстановили в середине декабря. В 1920—1921 годах театры работали нерегулярно из-за финансовых затруднений и частого использования их помещений для проведения мероприятий коммунистической пропаганды. В 1920 году приказами Киевского губревкома и губнаробраза в городе были закрыты почти все театры, остались только Первый и Второй драматические театры УССР и Оперный. После принятия коммунистической партией Новой экономической политики в 1921 году, начали возрождаться частные антрепризы, снова появились театры малых форм. Но власти продолжали борьбу с театрами, репертуар которых не соответствовал идеологии, в печати развернулась кампания, в которой антрепренёры, театральный комитет Наробразования, профсоюз работников искусств «Сорабис» обвинялись в «потакании антихудожественности, разврату, разложению и распаду театров». Многие из созданных театров вскоре закрывались, а такой жанр, как оперетта в 1922 году вовсе был объявлен вне закона.
Первым советским театром миниатюр в Киеве стал Театр революционной сатиры, или «Теревсат», разместившийся в здании бывшего «Интимного театра». В начале 1922 года он был переименован в «Театр художественной интермедии» и полностью сменил репертуар. Уже осенью того же года он был закрыт. Также работали Малый театр ПУКВО (Политуправления Киевского военного округа, 1921—1923), «Театр художественной комедии» (1922—1923), «Театр художественных миниатюр» (1922—1923), «Мозаика» (1923), «Театр эскизов» (1924), «Новый театр А. Варягина „Комедия и сатира“» (1924—1926), «Театр интермедии и сатиры» (1924—1926), последним из театров миниатюр был «Театр современной буффонады» (конец 1927).
Бывшая «Русская опера», после национализации получившая название «Опера Украинской Советской Республики им. К. Либкнехта», в 1923—1925 годах поставила 47 оперных спектаклей, несколько балетов и оперетт, главным образом за счёт гастролирующих трупп. В 1925 году театр снова стал стационарным, в 1926 получил название «Киевская академическая опера», в 1934 — «Театр оперы и балета», в 1939 году ему присвоено имя Т. Г. Шевченко. Второй театр им. Ленина, бывший «Соловцов», стал регулярно проводить спектакли, предназначенные для определённой целевой аудитории — детские («Бум и Юла» Н. Шкляра, «Оле Лукойе» по Андерсену), для студентов («Она победила» Б. Шоу), для домохозяек («Джимми Хиггинс» Э. Синклера). В 1922—1923 годах премьером театра был Н. Н. Ходотов, продолжала работать М. Ф. Чужбинова, выступавшая у Соловцова с 1891 года. В 1923 году в театре работала группа московских актёров — из Малого театра и МХАТа. В мае 1924 года театр закрылся, многие его актёры перешли в созданный осенью того же года частный театр «Русская драма». Этот театр работал до 1926 года в бывшем «Бергонье», открыл его антрепренёр Е. Галантер, а во втором сезоне директором и антрепренёром был В. Дагмаров. Осенью 1926 году из состава Второго театра им. Ленина был создан Государственный театр русской драмы, с 1941 года носящий имя Леси Украинки. Первый театр УССР им. Т. Г. Шевченко также относят к лучшим театральным коллективам начала 1920-х годов. Здесь работал в качестве актёра и режиссёра Лесь Курбас, заведующим литературной частью был П. Г. Тычина. С января 1923 года театр стал передвижным, но бывшее здание Бергонье до 1926 года продолжало называться «Театром им. Шевченко». Коллектив гастролировал во многих городах Украины, на короткое время возвращаясь в Киев, а в 1927 году стал стационарным театром в Днепропетровске.
В 1920-е годы в заводских и районных клубах создавались театры рабочей молодёжи, или ТРАМы. В городских районах работали шесть ТРАМов, наиболее известным из которых был Шестой районный театр им. Леси Украинки, основанный по инициативе П. Г. Тычины в Народной аудитории. Другие ТРАМы работали как полупрофессиональные коллективы, управляемые квалифицированными режиссёрами. В этих театрах начинали свою деятельность многие ставшие известными актёры.

### «Березиль»
В 1922 году создан и в Киеве работал до 1926 года новаторский театр «Березиль», деятельность которого при советской власти оценивалась неоднозначно. Его создатель и руководитель Лесь Курбас в 1930-е годы был репрессирован и расстрелян (реабилитирован в 1957); современные исследователи считают, что его творчество значительно опередило своё время. «Березиль» сначала выступал в разных арендуемых помещениях, а с осени 1924 до весны 1926 года постоянно находился в здании театра Соловцова. В 1923 году по инициативе Л. Курбаса создан театральный музей, который в 1926 году передан Всеукраинской академии наук. В настоящее время он находится на территории Киево-Печерской Лавры и имеет название Государственный музей театрального, музыкального и киноискусства Украины. «Березиль» в 1926 году был переведён в Харьков как Центральный театр республики (ныне Харьковский драматический театр им. Т. Г. Шевченко), а вместо него из Харькова переехал украинский драматический театр им. И. Франко. Театр им. И. Франко был создан в 1920 году в Виннице, и сначала работал как передвижной, в 1923—1926 годах работал в Харькове, тогдашней столице УССР. К моменту переезда в Киев он уже получил признание как театр, имеющий собственный высокий художественный стиль.

### Еврейские театры
В 1922 году в Киев приехал на гастроли еврейский театр «Кунст-Винкл». Власти, учитывая численность еврейского населения Киева, решили оставить его здесь и он стал одним из первых еврейских стационарных театров. В Киеве театру было присвоено имя А. Гольдфадена, основавшего первый еврейский театр в 1876 году. Театр «Кунст-Винкл» (на идиш «Уголок искусства») основан в Полтаве в 1918 году Р. Заславским, в нём ставили пьесы А. Ф. Лундин и А. М. Самарин-Волжский, играли Л. В. Калманович (впоследствии Заслуженный артист УССР), Л. И. Бугова (впоследствии Народная артистка УССР). В середине 1920-х годов еврейские организации попали под действие советской цензуры. В 1925 году появился «Перечень пьес еврейского репертуара, не разрешённых к постановке», одновременно была закрыта просветительская организация «Культур-Лига». В 1928 году «Кунст-Винкл» был закрыт, поскольку его репертуар и руководство не соответствовали советской идеологической линии, а в 1929 открылся Киевский государственный еврейский театр (ГОСЕТ). Сначала ГОСЕТ работал в бывшем Интимном театре (Крещатик, 43), вскоре он стал одним из ведущих еврейских театров СССР. Здание требовало реконструкции, и её начали в 1932 году, но так и не завершили. Театр на время реконструкции переехал в здание бывшего «Пэлл-Мэлл». В 1940 году недостроенное здание еврейского театра было разобрано по решению СНК УССР.
ГОСЕТ ставил пьесы советских, а также дореволюционных еврейских и классических авторов. Театр регулярно выезжал на гастроли, шефствовал над предприятиями, воинскими частями. В 1934 году в связи с переводом столицы Украины в Киев с Киевским ГОСЕТом был объединён харьковский Государственный еврейский театр УССР. В 1941 году театр эвакуировали в Казахстан, но после войны он не вернулся в Киев, а был направлен в Черновцы, в 1950 году его закрыли постановлением Совета министров УССР.
Кроме «Кунст-Винкла» и ГОСЕТа в начале 1920-х годов в Киеве работали театры «Унзер-Винкл» («Наш уголок»), «Онойб» («Начало»), «Идише фолкс бине» («Еврейская народная сцена»), еврейский ТРАМ, еврейский ТЮЗ, еврейский кукольный театр, передвижной театр «Гезкульт».

### Вторая половина 20-х — 30-е годы
Период сворачивания НЭПа и последующие годы характеризуется резким переходом театров к советской тематике в репертуарах и к принципам соцреализма. Драматические театры ставили пьесы А. Н. Афиногенова, Д. А. Фурманова, Н. Г. Кулиша, В. В. Иванова, с 1932 года становятся популярными произведения Максима Горького. Значительную часть репертуара составляли и классические дореволюционные произведения русских и украинских авторов. Лучшими постановками пьес о революции называют спектакли театра им. И. Франко «Бронепоезд 14-69» В. В. Иванова, «Мятеж» Д. А. Фурманова и «Диктатура» И. К. Микитенко; спектакли русского драмтеатра «Страх» А. Н. Афиногенова, «Оптимистическая трагедия» В. В. Вишневского, «На дне» М. Горького.
В 1926—1932 годах в Киеве работали восемь государственных театральных коллективов. Театр им. И. Франко, руководителем которого в то время был Г. П. Юра, первым из украинских советских театров в 1926 году был приглашён на гастроли в Москву. Этот театр был и наиболее посещаемым в городе.
В 1924 году А. И. Соломарским и И. С. Деевой был создан детский театр (киевский ТЮЗ). Вначале он был на хозрасчёте и не имел собственного помещения, выступал в бывшем «Интимном театре» (Крещатик, 43), клубах, школах. В 1925 году театр получил в своё распоряжение здание кинотеатра на Крещатике, 36 (не сохранилось). В сезоне 1926 года театр открылся уже как государственный, в том же году ему было присвоено имя И. Я. Франко, а в 1930-х он стал театром им. М. Горького. В 1934—1936 годах для ТЮЗа было перестроено бывшее здание театра Ливского и Кручинина, в котором в первые советские годы находился клуб Союза деревообработчиков. После войны ТЮЗ получил здание на ул. Р. Люксембург (Липской), в котором находится до настоящего времени. В 1927 году как филиал ТЮЗа был открыт кукольный театр, которому в 1936 году выделили здание тогдашнего Дворца пионеров (до революции — Купеческое собрание, ныне — Национальная филармония Украины).
В 1929—1935 годах работал Киевский радиотеатр (с сентября 1934 года — «Столичный радиотеатр»). Он располагался сначала в Колонном зале филармонии, а в 1934 году официально открылся на Крещатике, где для него переоборудовали здание бывшего зимнего Дворянского клуба (в начале века в нём находился «Малый театр» Крамского). В Радиотеатре проходили спектакли и музыкальные концерты, организуемые Киевской филармонией, одновременно они транслировались по радио. Радиотеатр имел собственный симфонический оркестр под управлением М. М. Канерштейна. Этот оркестр существует в настоящее время как Национальный симфонический оркестр Украины. За время существования Радиотеатра в нём выступило множество коллективов и сольных исполнителей, как советских, так и зарубежных. С апреля 1935 года концерты Радиотеатра шли уже как концерты филармонии.
В 1931 году создан театр Киевского военного округа, который впоследствии неоднократно переименовывался. В 1933—1941 годах он постоянно находился на ул. Фирдоуси (Заньковецкой), в здании бывшего театра Геймана, которое в 1938 году было реконструировано. Во время войны выступал как фронтовой театр на разных фронтах, в 1944—1953 годах находился в Одессе, а затем переведён во Львов. Ныне это Львовский драматический театр им. Леси Украинки.
С момента закрытия театра оперетты в Киеве работали только передвижные труппы (в 1922—1924 и 1927—1928 годах). В 1934—1935 годах в связи с переводом в Киев столицы в Троицком народном доме открыт стационарный «Театр музыкальной комедии», ныне Киевский национальный академический театр оперетты.
Оперный театр, ставший уже известным за пределами Украины, в марте 1936 года участвовал в проведении первой Декады украинского искусства в Москве.

### Послевоенный период
В годы Великой Отечественной войны киевские театры находились в эвакуации и выступали в разных республиках СССР. После освобождения Киева 6 ноября 1943 года начали создаваться временные театральные коллективы. Уже 14 ноября в помещении оперного театра состоялся большой концерт труппы музыкального театра. В 1944 году вернулись из эвакуации театр оперы и балета им. Т. Г. Шевченко, драматические театры им. И. Франко и Л. Украинки. Оперный за сезон 1944 года показал 176 спектаклей, на которых поставлено 8 опер и 3 балета.
После войны в Киеве работали композиторы, создавшие ряд опер и балетов на фольклорные, литературные и современные темы — К. Ф. Данькевич, В. Б. Гомоляка, Г. И. Майборода, О. А. Сандлер, Г. Л. Жуковский, Ю. С. Мейтус, В. Д. Кирейко. А. П. Рябовым, который работал дирижёром театра музкомедии, созданы лучшие украинские советские оперетты «Свадьба в Малиновке», «Чудесный край», «Красная калина». Оперетты писали также О. А. Сандлер, Я. С. Цегляр, С. С. Жданов. В 1951 и 1960 годах Киевский театр оперы и балета снова участвовал в московских декадах литературы и искусства и в праздновании 300-летия воссоединения Украины с Россией в 1954 году. Лучшими послевоенными спектаклями театра им. И. Франко называют поставленные Г. П. Юрой «Макар Диброва», «Калиновая роща», «Профессор Буйко» и «Мартын Боруля», театра им. Леси Украинки — «Дядя Ваня» Антона Чехова, «В пуще» Леси Украинки, «Под золотым орлом» Я. А. Галана.
По данным энциклопедического справочника «Киев», в 1980 году в городе работали 19 театров (включая цирк, театр эстрады и мюзик-холл).